# モイラ・ハリス
モイラ・ハリス（Moira Harris, 1954年7月20日 - ）は、アメリカ合衆国イリノイ州出身の女優である。

## 出演作品

### 映画
- ターミネーター3
- シカゴ・ドライバー
- ブレーキ・ダウン（アーリーン・バー）
- WISH ウィッシュ/夢がかなう時
- 二十日鼠と人間
- マイルズ・フロム・ホーム
- 霧のダブリン/殺しの透視図